# Ceratina stilbonota
Ceratina stilbonota là một loài Hymenoptera trong họ Apidae. Loài này được Moure mô tả khoa học năm 1941.